# Isopterygium sarasinii
Isopterygium sarasinii är en bladmossart som beskrevs av Thériot in Sarasin och J. Roux 1914. Isopterygium sarasinii ingår i släktet Isopterygium och familjen Hypnaceae. Inga underarter finns listade i Catalogue of Life.